# Minguela
Minguela (connu également par le passé sous les noms de Mingella, Mingüela, Mingüella ou Minguella, en conservant la même prononciation) a été jusqu'au XVIIe siècle une localité espagnole de la province de Ségovie, rattachée postérieurement à la province de Valladolid. Déserté au XVIIe siècle, le village a depuis lors disparu.

## Présentation

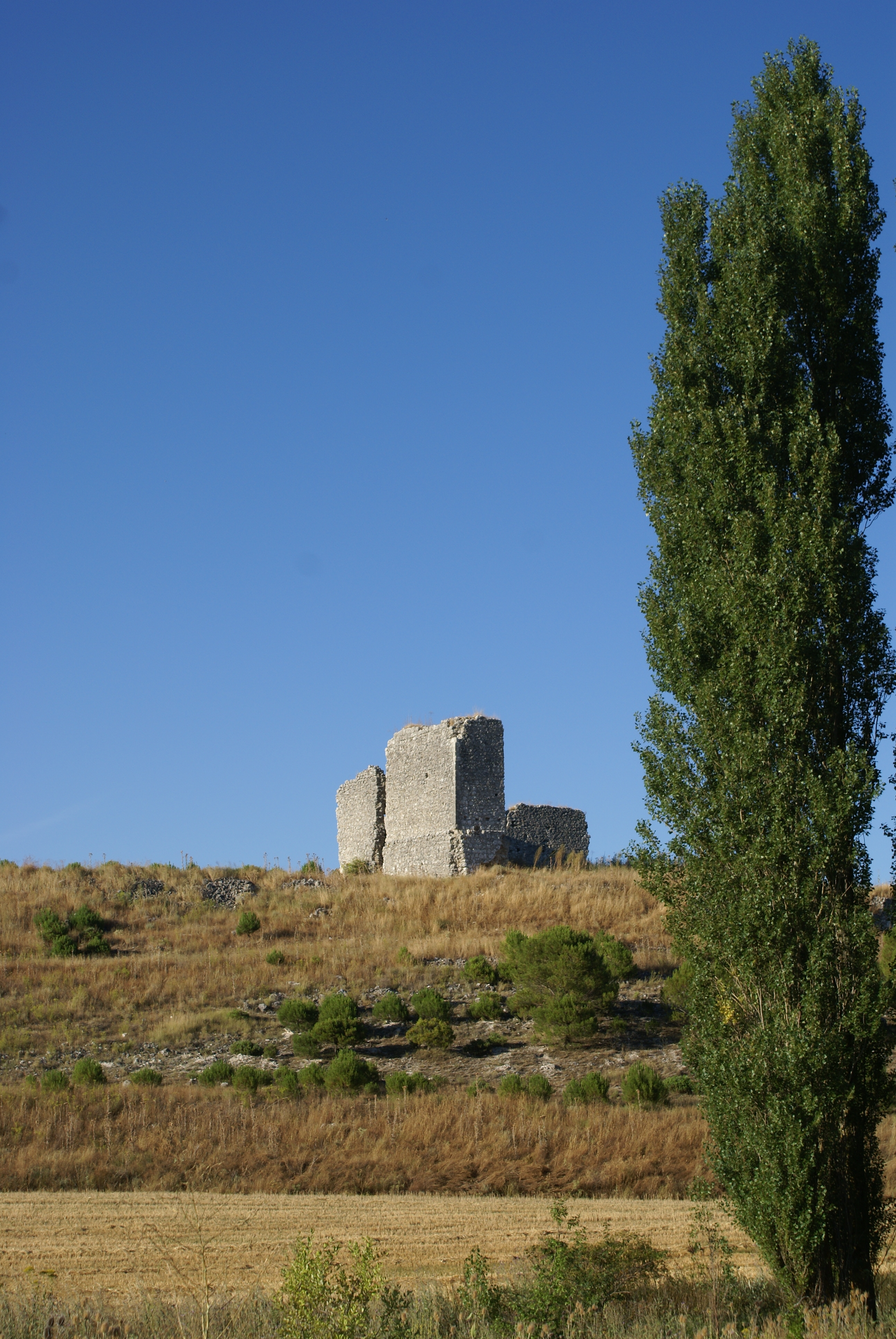
Ruines de la tour de l'église de Minguela, vue du lit du ruisseau Valcorba.

Elle appartenait à la Comunidad de villa y tierra de Cuéllar, et plus précisément au Sexmo de Valcorba. La plus grande partie de ce qui était son territoire se trouvait sur la commune de Bahabón, et le reste sur celle de Campaspero.
La zone où se trouvait Minguela se caractérise par de nombreuses sources, dont celle qui donne naissance au ruisseau Valcorba. C'est probablement en 1638 que la localité se dépeupla définitivement, bien que les registres paroissiaux du lieu aient été égarés, ce qui rend difficile de déterminer avec exactitude la date d'abandon des lieux ; il est cependant considéré comme certain que Minguela n'avait plus d'habitants en 1640.
On ne conserve de son patrimoine architectural que les ruines de l'église, consacrée à San Cristóbal. La tour, en ruine, abritait quelques cloches de grande valeur, qui ont été transférées à la cathédrale de Ségovie lors de la disparition du village, puisque Minguela appartenait au même diocèse.

## Peintures rupestres
Minguela est également le seul endroit de la province de Valladolid où l'on ait trouvé des peintures rupestres. Elles sont situées dans les environs du village dépeuplé, et datent de l'Âge du bronze ; elles forment des représentations schématiques, de couleur rouge. Il s'agit de deux silhouettes anthropomorphiques, dont l'une porte un arc et une flèche.